# Mosteiro do Escorial
O Mosteiro do Escorial (em castelhano: Monasterio de El Escorial ou, na sua forma oficial completa, El Real Sitio de San Lorenzo de El Escorial) é um grande e complexo edifício (inclui palácio, mosteiro, museu e biblioteca) localizado em San Lorenzo de El Escorial, município situado 45 km a noroeste de Madrid, na comunidade autónoma homónima, Espanha. 
O nome de El Escorial deve-se a uns antigos depósitos de escória procedentes de uma ferraria da zona, dos quais tomou topónimo a aldeia situada nas proximidades do lugar onde se construiu este mosteiro-palácio e que na actualidade é o município de El Escorial, (também conhecido como El Escorial de Abajo), distinto do de San Lorenzo de El Escorial, surgido posteriormente junto ao monumento.

## Descrição geral do edifício

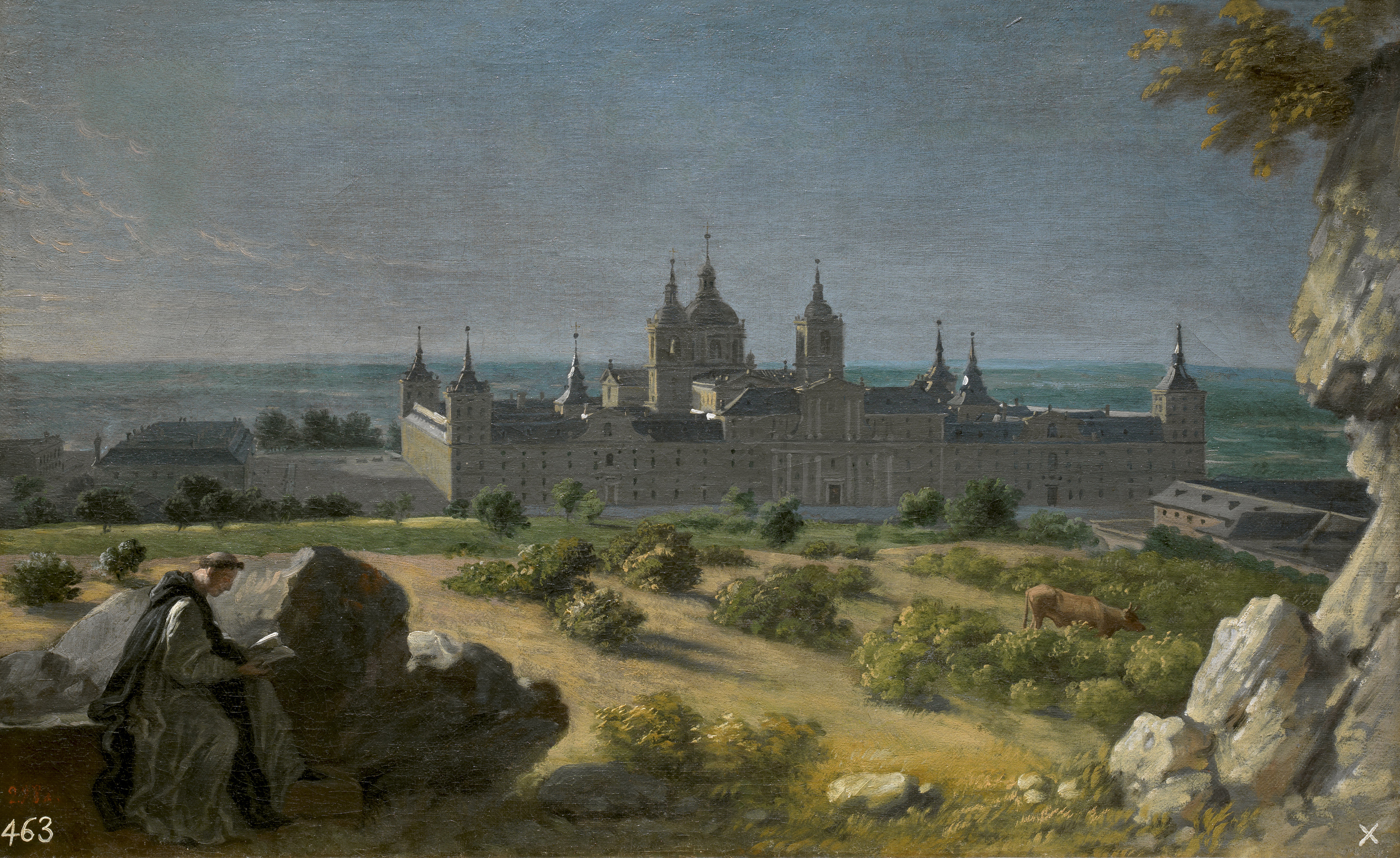
San Lorenzo del Escorial, Michel-Ange Houasse (1722)

Situado junto ao monte Abantos, na Serra de Guadarrama, este monumental complexo foi mandado construir pelo rei Filipe II de Espanha para comemorar a vitória na Batalha de San Quintín, em 10 de agosto de 1557, sobre as tropas de Henrique II, rei de França, e para servir de lugar de enterro dos restos mortais de seus pais, o imperador Carlos V e Isabel de Portugal, assim como dos seus próprios e dos seus sucessores. 
A planta do edifício, com as suas torres, recorda a forma de uma grelha, pelo que tradicionalmente se diz que se fez assim em honra de São Lourenço, martirizado em Roma no suplício da grelha e cuja festividade se celebra a 10 de agosto, dia da Batalha de San Quintín. Daí o nome do conjunto e da localidade criada à volta deste.

## Origens da planta

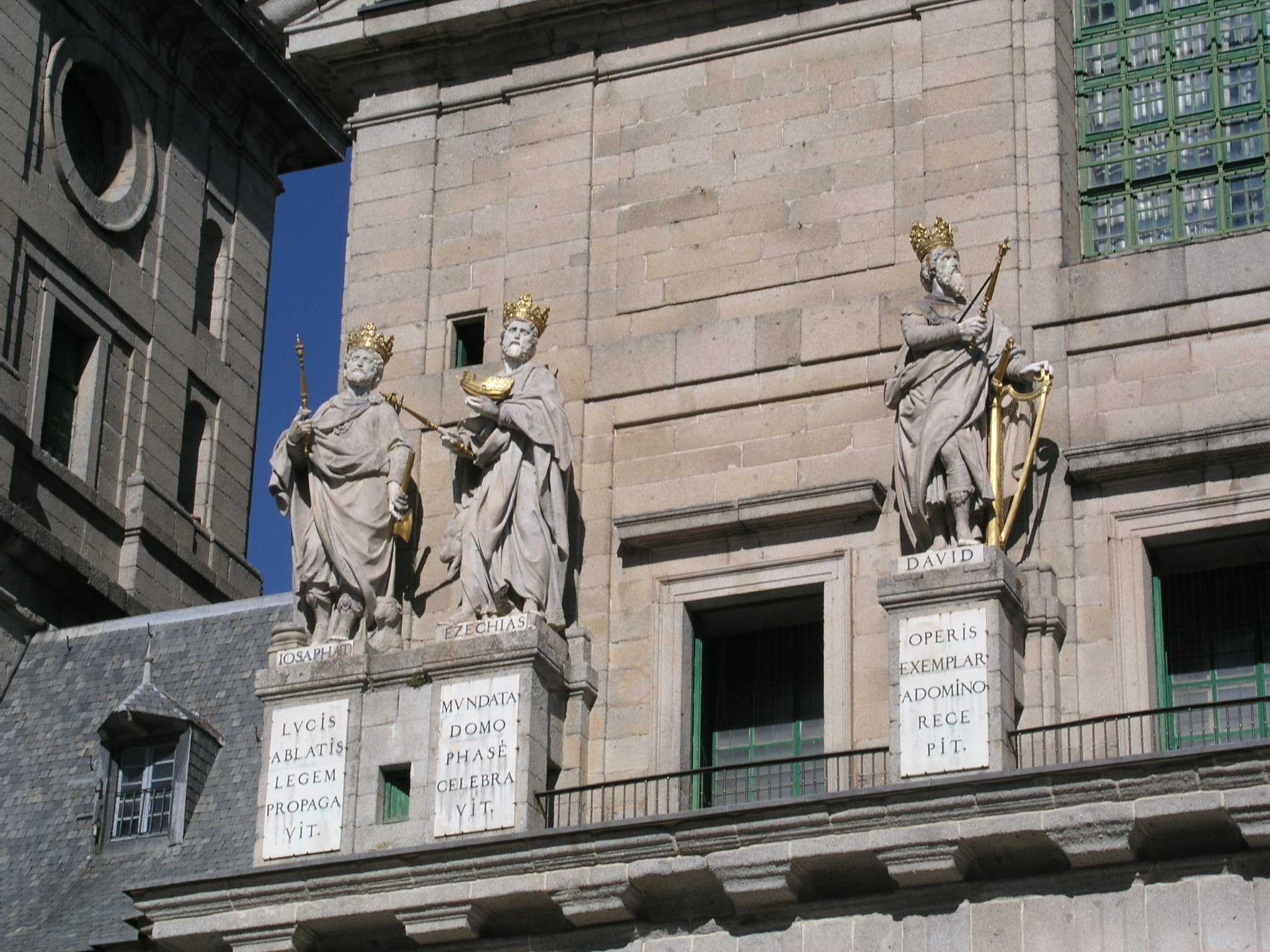
Estátua do rei David

Na realidade, a origem arquitectónica da planta é muito controversa. Deixando por um lado a feliz casualidade da grelha, que só surgiu quando Herrera eliminou as seis torres interiores das fachadas, a planta parece estar baseada mais nas descrições do Templo de Salomão do historiador judeu-romano Flávio Josefo, modificadas pela necessidade de adaptar essa ideia às necessidades do programa monástico e às múltiplas funções que Filipe II quis que albergasse o edifício: panteão, basílica, convento, colégio, biblioteca, palácio, etc. Tudo isto conduziu à duplicação das dimensões iniciais do edifício.
As estátuas de David e Salomão, reis de Israel, flanqueiam a entrada da igreja como que recordando a sua origem e mostrando o paralelismo com o guerreiro Carlos V de Habsburgo e o prudente Filipe II de Espanha. Do mesmo modo, o fresco de Salomão situa-se no centro da biblioteca, mostrando o seu momento de maior sabedoria: o famoso episódio com a Rainha de Sabá.
A obra iniciou-se com a colocação da primeira pedra em 23 de abril de 1563, tendo sido entregue ao arquitecto Juan Bautista de Toledo, o qual não pôde finalizá-la uma vez que morreu em 1567. A direcção da mesma passou então para Juan de Herrera, discípulo do anterior, que a dirigiu até à conclusão, em 1584, com tanto acerto que a sua obra deu origem à denominada escola herreriana de arquitectura.

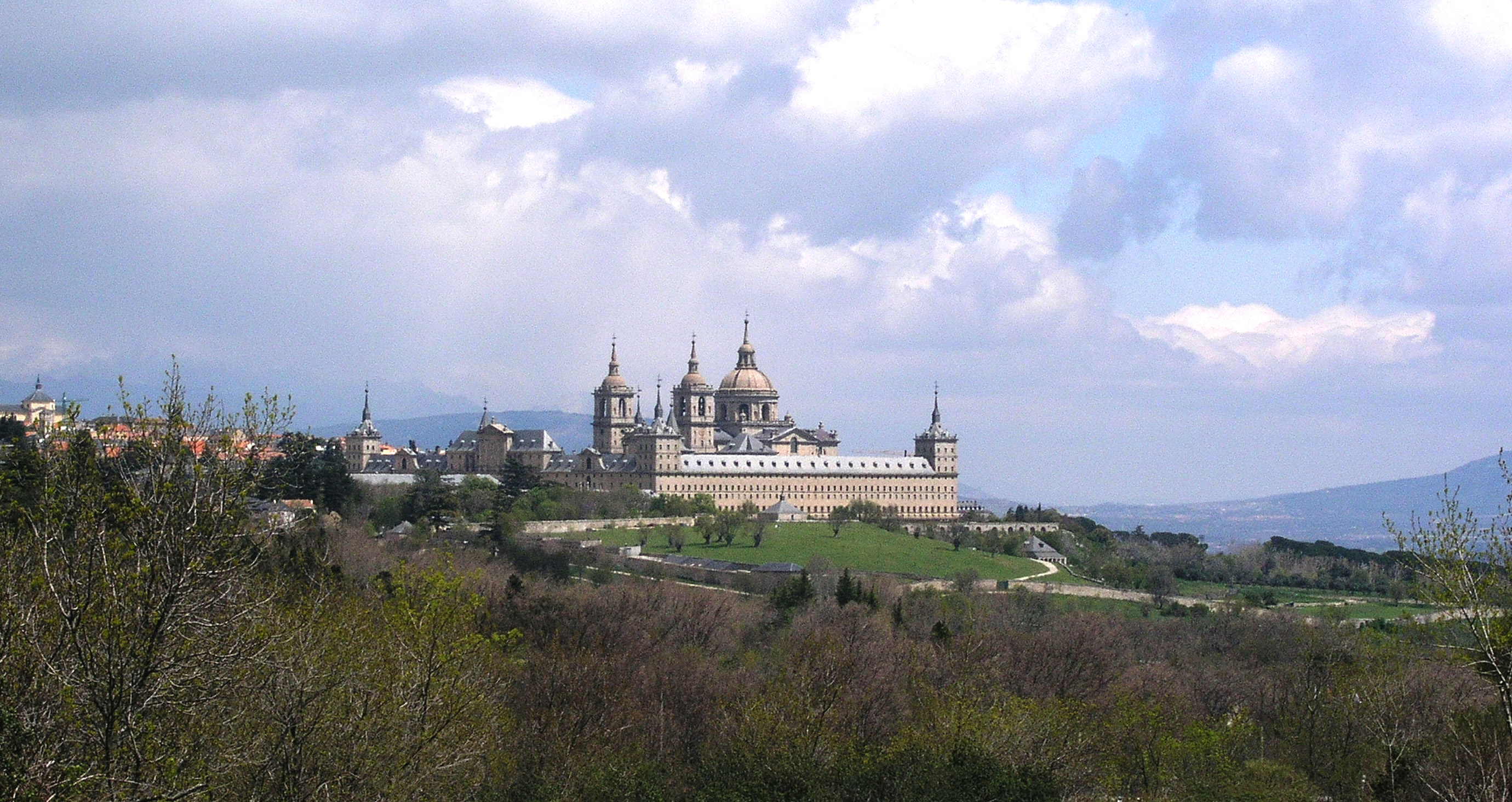
San Lorenzo de El Escorial

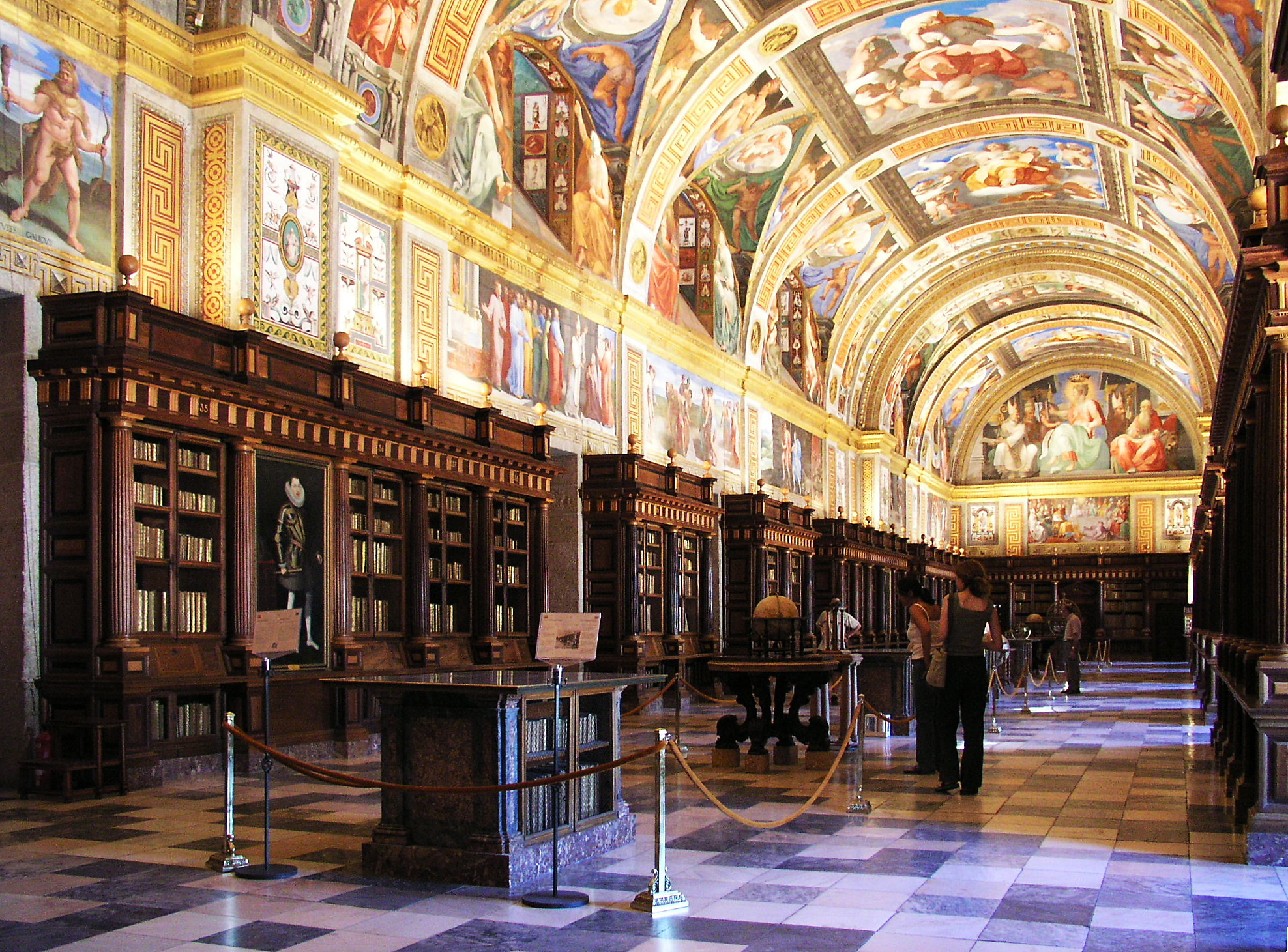
A biblioteca

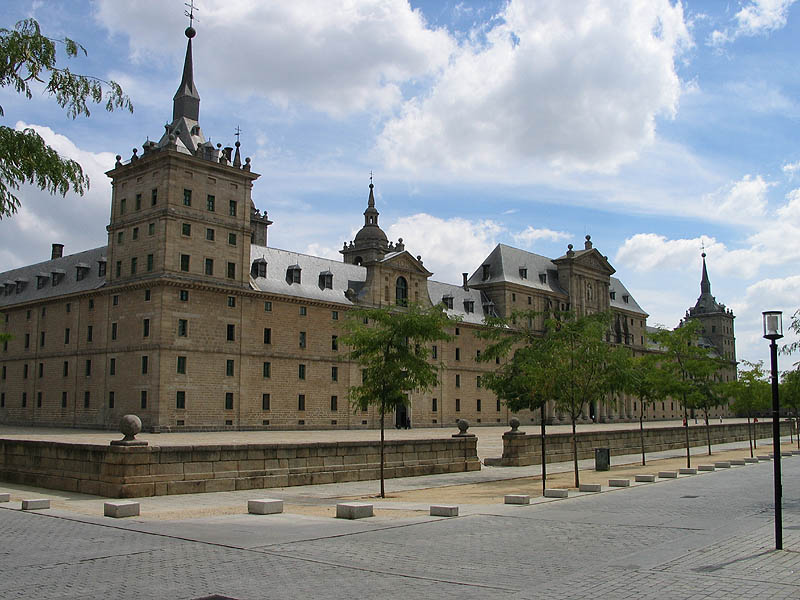
Fachada sul do Mosteiro de El Escorial

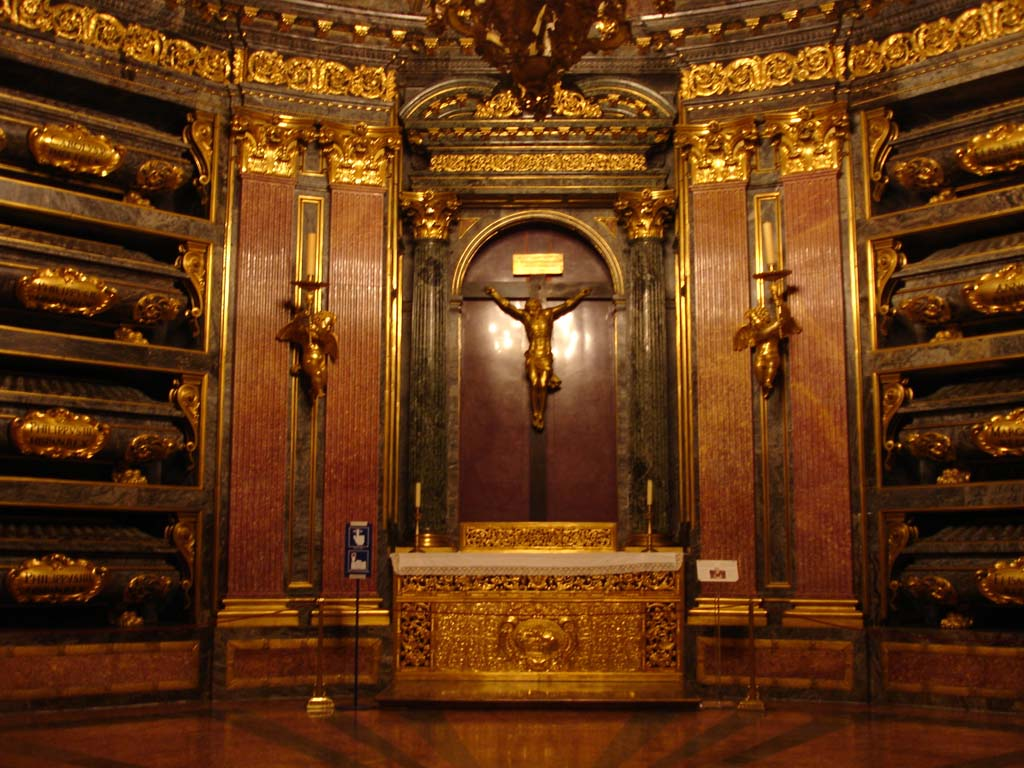
Panteão dos Reis

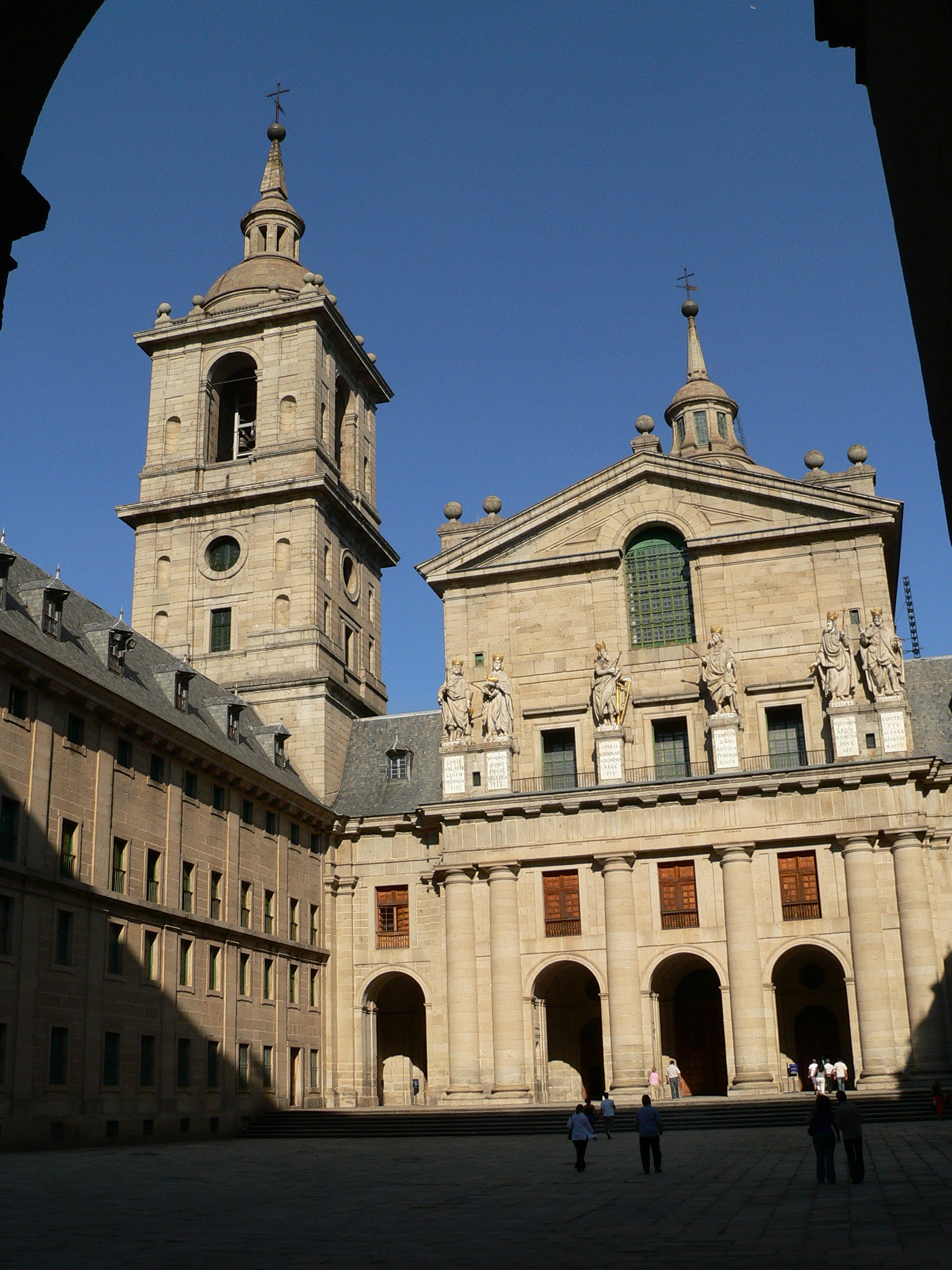
Fachada da Basílica

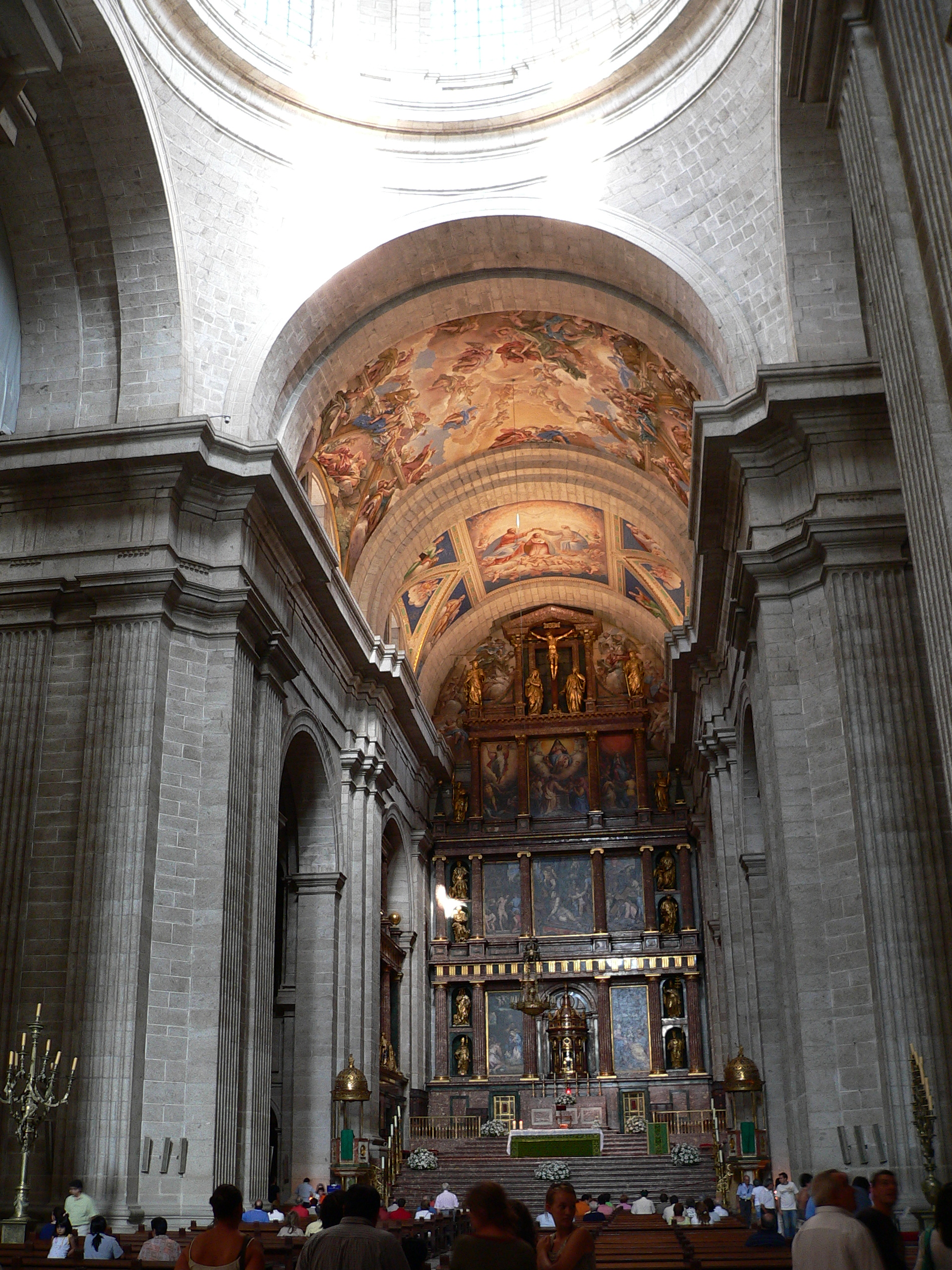
Altar-mor da Basílica

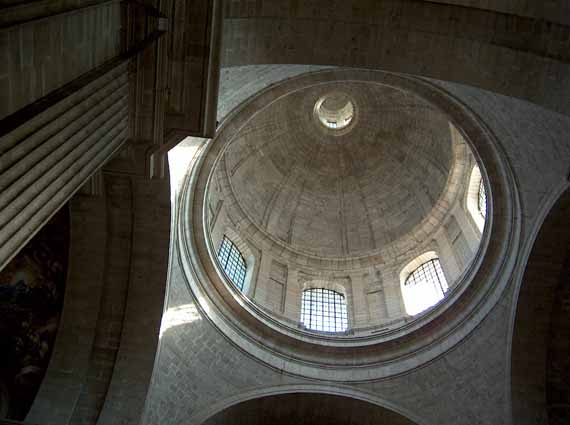
Zimbório e cúpula da Basílica

Em 2 de novembro de 1984 a UNESCO declarou El Real Sítio de San Lorenzo de El Escorial como Património da Humanidade.

## Secções do edifício
As principais secções em que se pode dividir o Real Sítio são:

### A biblioteca
Foi à biblioteca que Filipe II cedeu os ricos códices que possuía e para cujo enriquecimento ordenou a aquisição das bibliotecas e das obras mais exemplares tanto de Espanha como do estrangeiro. Foi projectada pelo arquitecto Juan de Herrera que, além da mesma, se ocupou do desenho das estantes que contém. Os frescos das abóbadas foram pintados por Pellegrino Tibaldi. Dotada de uma colecção de mais de 40 000 volumes de extraordinário valor, situa-se numa grande nave de 54 metros de comprimento, 9 de largura e 10 de altura, com chão de mármore e estanteada com ricas madeiras nobres primorosamente talhadas. Arias Montano elaborou o seu primeiro catálogo e seleccionou algumas das obras mais importantes para a mesma. Em 1616, concede-se-lhe o privilégio de receber um exemplar de cada obra publicada embora tal nunca se tenha chegado a cumprir de forma rigorosa.
A abóbada de fecho do tecto da biblioteca está decorada com frescos representado as sete artes liberais, ou seja: Retórica, Dialéctica, Música, Gramática, Aritmética, Geometria e Astrologia. 

### Palácio de Filipe II
Formado por uma série de salas decoradas com austeridade, foi o lugar de residência do rei Filipe II. Situada junto ao altar-mor da Basílica, conta com uma janela que permitia ao rei assistir à missa deitado na cama quando estava impossibilitado por causa da gota, doença de que padecia com severidade.

### Basílica de El Escorial
Precedida pelo Pátio dos Reis, verdadeiro núcleo central de todo o conjunto, em torno do qual se articulam os restantes edifícios.

### Sala das Batalhas
Onde em pinturas (afrescos) se representam as principais batalhas vencidas pelos exércitos espanhóis.

### Panteão dos Reis
Consta de 26 sepulcros de mármore onde repousam os restos dos reis das casas de Áustria e Bourbon, excepto Filipe V e Fernando VI, os quais elegeram La Granja de San Ildefonso e as "Salesas Reales" de Madrid respectivamente. Faltam também, os restos mortais dos reis Amadeu I, da Casa de Saboia, e José I, enterrados na Basílica de Superga de Turim e no Hôtel des Invalides de Paris, respectivamente.
Também repousam aqui os restos da rainha Isabel II de Espanha (a única mulher monarca por direito próprio de Espanha enquanto unidade política), bem como do seu marido Francisco de Assis de Bourbon.
As paredes de mármore de Toledo polido estão decoradas com adornos de bronze dourado.
Os últimos restos depositados no panteão foram os do rei Afonso XIII e da sua esposa, a rainha Vitória Eugénia de Battenberg.
Toda a madeira usada no El Escorial provém da chamada Costa de Ouro de Cuba, constituída pelos antigos bosques de Sagua A Grande, no centro-norte da ilha.

### Panteão dos Infantes
Finalizada a sua construção em 1888, está destinado aos príncipes, infantes e rainhas que não tenham sido mães de monarcas. Com paredes e pavimentos de mármore branco, merece especial menção o do infante João de Áustria. Actualmente estão ocupados 36 dos 60 nichos de que consta.

### Salas capitulares
Destinadas actualmente a pinturas, eram as salas onde os monges celebravam os Capítulos, espécie de confissões mútuas para manter a pureza da congregação.

### Pinacoteca
Formada por obras das escolas alemã, flamenga, veneziana, italiana e espanhola, dos séculos XV, XVI e XVII.

### Museu de Arquitectura
Nas suas onze salas são exibidas as ferramentas, gruas e outro material empregue na construção do monumento, assim como reproduções de planos e documentos relativos às obras, com dados muito interessantes sobre as mesmas.

### Jardins dos Frades
Mandados construir por Filipe II, que era um amante da natureza, constituem um lugar ideal para o repouso e a meditação. Manuel Azaña, que estudou no colégio dos frades agostinhos deste mosteiro, cita-o nas suas Memórias e na sua obra O jardim dos frades.

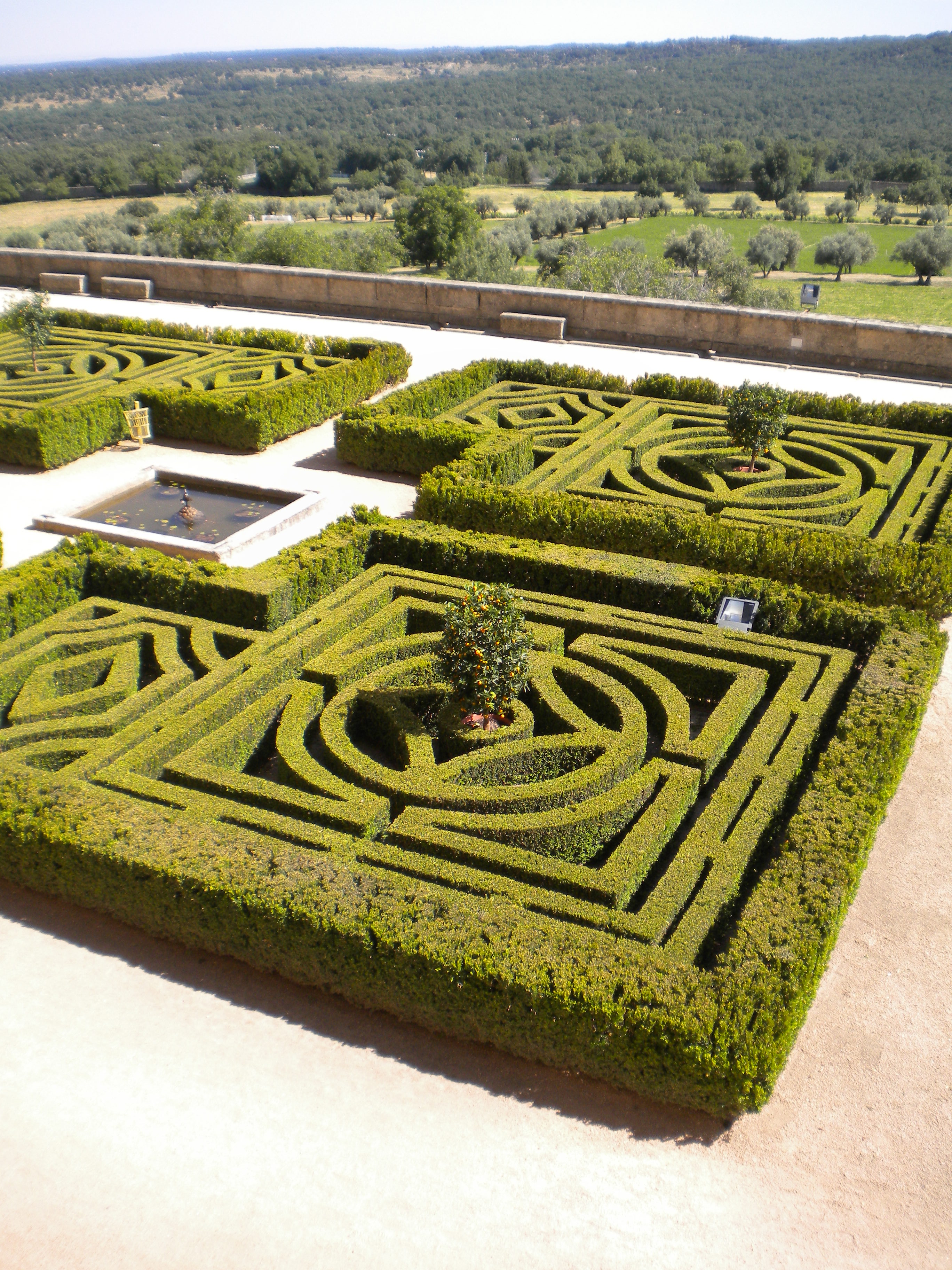
Jardins do mosteiro

### Relicários
Seguindo um dos preceitos aprovados pelo Concílio de Trento referente à veneração dos santos, Filipe II dotou o Mosteiro com uma das maiores colecções de relíquias do mundo católico. A colecção compõe-se de cerca de 7 500 relíquias, guardadas em 507 caixas ou relicários escultóricos elaborados por Juan de Herrera e a maioria construídos pelo marceneiro Juan de Arfe Villafañe.

## Outros edifícios de interesse

### A Casita do Infante
A Casita do Infante no Escorial, conhecida também como a Casita de Arriba, deve o seu nome ao Infante Don Gabriel de Bourbon, filho de Carlos III. Foi construída entre 1771 e 1773 pelo mesmo arquitecto da Casita de Abajo, Juan de Villanueva. É uma pequena villa, com jardins de estilo italiano, dispostos em socalcos. A partir deles desfruta-se de uma das mais belas vistas do Mosteiro.

### A Casita do Príncipe
A Casita do Príncipe ou Casita de Abajo foi edificada em 1772 pelo arquitecto mais importante do neoclassicismo espanhol, Juan de Villanueva, para o Príncipe das Astúrias, depois Carlos IV. A composição arquitectónica deste edifício recorda a da sua obra mais célebre, o Museu do Prado em Madrid. São interessantes as decorações neoclássicas realizadas, entre outros, por Ferroni, as sedas e os estuques de mármore e os tectos pintados por Vicente Gómez, Mariano Salvador Maella e Francisco Bayeu.
A 15 km do Real Sítio, encontra-se o Vale dos Caídos.